# Pampa Landriel
Pampa Landriel es una localidad argentina situada en el sudoeste de la provincia del Chaco, en el departamento Doce de Octubre. Depende administrativamente del municipio de General Pinedo, de cuyo centro urbano dista unos 23 km. 

## Toponimia
Debe su nombre a Romualdo Landriel, quien se afincó en el lugar en 1939 y fue uno de los primeros pobladores de la zona. Anteriormente el lugar era conocido como Pampa Hermosa. El topónimo pampa describe el paisaje común de la llanura chaqueña consistente en áreas no inundables cubiertas de pastizales.

## Educación y salud
Cuenta con una escuela y un puesto de salud.

## Vías de comunicación
Si bien Pampa Landriel se halla sobre la ruta provincial 12, la principal vía de comunicación es la ruta provincial 13, a menos de 6 km. La primera la comunica al noroeste con Charata. La Ruta 13 la vincula al noroeste con General Pinedo y la provincia de Santiago del Estero, y al sudeste con Villa Ángela y la ruta nacional 11.

## Población
Cuenta con 333 habitantes (Indec, 2010), lo que representa un incremento del 7,7% frente a los 309 habitantes (Indec, 2001) del censo anterior.
| Gráfica de evolución demográfica de Pampa Landriel entre 1991 y 2010 |
|                                                                      |
| Fuente: Censos nacionales del INDEC                                  |